# CHRISTMAS CONCERT 2012 "WHITE ROCK"
CHRISTMAS CONCERT 2012 "WHITE ROCK"（クリスマス コンサート ニセジュウニ ホワイト ロック）は、清木場俊介の映像作品である。2013年3月27日発売。

## 概要
2012年12月20日、21日に開催されたクリスマスライブをDVD化した作品。

## 収録曲

### DISC-1
1. Fighting Man
2. Long Ride 〜エバビーチの果てに…〜
3. FLASHBACK
4. さよなら愛しい人よ…
5. Lusia
6. 夢から覚めても
7. 永遠
8. いつか…
9. ハイドロップス アンド ハイタイムス
10. 二人で居よう (清木場俊介ver)
11. 魔法の言葉
12. ROLLING MY WAY
13. 悲しきRock'n Roll
14. ONE
15. 唄い人
16. GO! WAY!
17. JET
18. again
ここからアンコールナンバー。
19. 今。

### DISC-2
Documentary of "WHITE ROCK"